# Polidroniumchloride
Polidroniumchloride (INN) of polyquaternium-1 (PQ-1) is een quaternair ammoniumzout met desinfecterende werking. Het wordt gebruikt als conserveermiddel in oogdruppels en lenzenvloeistof. Het verhindert de groei van micro-organismen in de flesjes met de vloeistof. Voor deze functie wordt ook benzalkoniumchloride gebruikt.